# Olympische Winterspiele 2014/Eishockey
Bei den XXII. Olympischen Winterspielen 2014 in Sotschi wurden zwei Wettbewerbe im Eishockey ausgetragen. Beim Turnier der Männer traten zwölf Mannschaften an, das Frauenturnier wurde mit acht Nationalmannschaften ausgetragen.
Die Teilnehmer der Vorrundengruppen ergaben sich aus dem Stand der IIHF-Weltrangliste des Jahres 2012 und den Ergebnissen der Qualifikationsturniere. Das Männerturnier begann am 12., das Frauenturnier bereits am 8. Februar 2014, einen Tag nach der Eröffnungszeremonie am 7. Februar. Das Finale der Frauen fand am 20. Februar, das der Männer am 23. Februar, dem Schlusstag der Spiele, statt. Olympiasieger wurde – sowohl bei den Frauen, als auch bei den Männern – die Nationalmannschaft Kanadas.

## Austragungsorte
Die Spiele des Herren- und Frauenturnieres wurden in der 7000 Zuschauer fassenden Schaiba-Eisarena (russisch: Ледовая арена «Шайба») ausgetragen. Die Multifunktionshalle ist so konzipiert, dass sie nach den Spielen abgebaut und an einem anderen Ort wieder aufgebaut werden kann. „Schaiba“ (russisch: Шайба) ist die russische Bezeichnung für „Puck“.
Die Finalspiele wurden im 2012 fertiggestellten Bolschoi-Eispalast (russisch: Большой ледовый дворец «Большой», wörtlich „Großer Eispalast“) stattfinden, der 12.000 Zuschauern Platz bietet. Beide Stadien befinden sich im Olympiapark Sotschi.
| \| Sotschi \|               |
| Austragungsort des Turniers |
| Sotschi                     |

| Sotschi |

## Modus und Teilnehmer
Die Olympischen Winterspiele 2014 wurden wie bereits in Vancouver 2010 bei den Männern in drei Gruppen und bei den Frauen in zwei Gruppen mit jeweils vier Mannschaften durchgeführt. Die Qualifikation für das olympische Turnier richtete sich nach der IIHF-Weltrangliste. Bei den Männern waren die ersten neun Ränge (Schweden, Finnland, Russland, Tschechien, Kanada, Vereinigte Staaten, Schweiz, Slowakei und Norwegen) automatisch qualifiziert. Die nächstplatzierten Mannschaften spielten drei Qualifikationsturniere, in denen sich Lettland, Österreich und Slowenien qualifizierten. Bei den Frauen waren die Mannschaften der Vereinigten Staaten, Kanadas, Finnlands, Russlands, der Schweiz und Schwedens direkt qualifiziert. Hinzu kamen Deutschland und Japan, die sich über die Qualifikationsturniere qualifizierten.

## Medaillenspiegel
| Medaillenspiegel Eishockey (nach 2 von 2 Entscheidungen) |          |      |        |        |        |
| Platz                                                    | Land     | Gold | Silber | Bronze | Gesamt |
| 1                                                        | Kanada   | 2    | —      | —      | 2      |
| 2                                                        | Schweden | —    | 1      | —      | 1      |
| 2                                                        | USA      | —    | 1      | —      | 1      |
| 4                                                        | Finnland | —    | —      | 1      | 1      |
| 4                                                        | Schweiz  | —    | —      | 1      | 1      |